# Mesophlebion beccarianum
Mesophlebion beccarianum är en kärrbräkenväxtart som först beskrevs av Vincenzo de Cesati, och fick sitt nu gällande namn av Holtt. Mesophlebion beccarianum ingår i släktet Mesophlebion och familjen Thelypteridaceae. Inga underarter finns listade.